# Antun Korlević
Antun Korlević, prof., dr. sc. (Kurjavići, Višnjan (župa sv. Ivan), 13. lipnja 1851. - Zagreb, 28. siječnja 1915.), prvi hrvatski visokoškolski nastavnik entomologije na Šumarskoj akademiji u Zagrebu. Studij je završio na prirodoslovno-matematičkom fakultetu u Beču.

## Djela
Publikacije:
- Prirodopis biljinstva
- Prirodopis živinjstva

Zbirke:
- Hrvatski prirodoslovni muzej - Zagreb
- Šumarski fakultet - Zagreb
- Poljoprivredni institut Križevci

Kukci koji nose njegovo ime:
- Carabus korlevici Hoffmann, 1883 - lokalitet, Lič polje
- Tenthredopsis korlevici Konow, 1887
- Cynips korlevici Kieffer, 1902
- Andricus korlevici Kieffer 1902